# Doctor Jekyll (película)
Doctor Jekyll es una película de terror británica de 2023 dirigida por Joe Stephenson, escrita por Dan Kelly-Mulhern y protagonizada por Eddie Izzard como el personaje principal. Es una adaptación de la novela corta El extraño caso del doctor Jekyll y el señor Hyde de Robert Louis Stevenson.
La película tuvo su estreno mundial en FrightFest el 25 de agosto de 2023 y en el Reino Unido el 27 de octubre de 2023.

## Reparto
- Eddie Izzard como Dra. Nina Jekyll / Rachel Hyde[2][3]
- Scott Chambers como Rob Stevenson[4]
- Lindsay Duncan como Sandra Poole
- Robyn Cara como Maeve
- Jonathan Hyde como Henry Jekyll
- Morgan Watkins como Ewan
- Simon Callow como Journalist
- Tony Jayawardena como Malcolm

## Producción
El proyecto se anunció en febrero de 2022, y se reveló que Eddie Izzard y Scott Chambers serían los protagonistas, con Joe Stephenson como director y Dan Kelly-Mulhern haciendo su debut como guionista. Stephenson, Guy de Beaujeu, Liam Coutts y Christian Angermayer fueron presentados como productores, junto con B Good Picture Company y Fluidity Films como productoras. En marzo, se reveló que Lindsay Duncan y Simon Callow se habían unido al reparto, junto con más miembros del elenco secundario. La fotografía principal también concluyó ese mes.

## Estreno
En marzo de 2022, Hammer Studios adquirió los derechos de distribución en el Reino Unido. Doctor Jekyll tuvo su estreno mundial en FrightFest el 25 de agosto de 2023. Su fecha de estrenó en el Reino Unido se eligió para el 27 de octubre de 2023.